# 佩德罗·查佩
佩德罗·查佩（西班牙語：Pedro Chappé，1945年6月16日—2003年5月15日），古巴男子篮球运动员。他曾代表古巴参加1968年、1972年和1976年夏季奥林匹克运动会篮球比赛，其中1972年奥运会获得一枚铜牌。